# 몽골의 국장

몽골의 국장

몽골의 국장은 1992년 3월 25일에 제정되었다.
국장 가운데에는 파란색 바탕에 몽골의 전통적인 문양인 소욤보로 장식된 말이 달리고 있는 형상의 그림이 그려져 있으며 국장 위쪽에는 찬드마니 문양이 그려져 있다.
파란색은 하늘을, 소욤보 문양과 말은 몽골의 독립, 주권, 정신을 의미하며 찬드마니는 불교에서 언급하는 세 개의 보물과 몽골의 과거, 현재, 미래 그리고 몽골의 전통 문화의 계승을 의미한다.
말 문양 아래에는 초록색 산맥이 그려져 있으며 산맥 가운데에는 운명의 수레바퀴가 그려져 있다. 국장 아래쪽에는 몽골의 전통 의식에서 사용되는 스카프인 카다그가 장식되어 있다.

## 역대 몽골의 국장

복드 칸국의 국장 (1911년 - 1924년)
몽골 인민공화국의 국장 (1924년 12월 2일 - 1939년 3월 14일)
몽골 인민공화국의 국장 (1939년 3월 15일 - 1940년 4월 5일)
몽골 인민공화국의 국장 (1940년 4월 6일 - 1941년 10월 31일)
몽골 인민공화국의 국장 (1941년 11월 1일 - 1960년 3월 5일)
몽골 인민공화국의 국장 (1960년 3월 6일 - 1991년 6월 21일)

## 같이 보기
- 스리랑카의 국장
- 몽골의 국기